# Centaurea gabrielae
Centaurea gabrielae là một loài thực vật có hoa trong họ Cúc. Loài này được (Bornm.) Wagenitz mô tả khoa học đầu tiên năm 1960.